# Björnes magasin
Björnes magasin är ett barnprogram som handlar om nallebjörnen Björne, spelad av Jörgen Lantz 1987–2000 och senare av Pontus Gustafsson. Programmet hade premiär den 31 augusti 1987 och det sista avsnittet sändes den 29 november 2004.

## Bakgrund
Serien skapades av Kerstin Hedberg och Anita Bäckström. Den animerade vinjetten är skapad av Gun Jacobson och Lotta Geffenblad. Vinjettmusiken är komponerad av Coste Apetrea och Anders Henriksson. Huvudpersonen i serien var utklädd till teddybjörn från topp till tå. Enligt Jörgen Lantz, som spelade Björne de flesta åren, var det först bara bestämt att Björne skulle vara ett djur. Anita Bäckström säger sig ha kommit med idén till att han skulle vara en nallebjörn, och Lantz att han kommit med inspiration till idén.
Björnes magasin var tänkt att vara ett alternativ till de hallåor som annars presenterade programmen. Lantz fick förfrågan om att visa sitt eget ansikte i masken, men avböjde det eftersom han tyckte att det tog bort illusionen av en teddybjörn. Karaktärsdragen hämtade Lantz från rollfigurerna i TV-programmet Ville, Valle och Viktor, där han medverkade.

## Om Björnes magasin
Björne tycker mycket om att äta pepparkakor. Han är dock inte lika bra på att dela med sig av dem. Vidare brukar han sätta plåster på sina vänner när de har ont någonstans. Björne är en mycket tillgiven och trogen vän, om än något klumpig. Hans vänner lär honom ofta hur olika företeelser fungerar. Bland annat lär Eva Funck honom hur en uttagsautomat fungerar i ett avsnitt. Samtidigt beskrivs Björne som en besserwisser, vilket ibland resulterar i ett ställningskrig.
Björne har ett antal icke-mänskliga vänner: trähunden Hugo, käpphästen Branka, blomman Lisa och palmen Bertil, samt en snäcka av tyg på hjul som heter Snigel. Björne och dessa vänner ser ofta på olika korta barnprogram som väljs ur ett kartotek. Han har även verkliga vänner som gästar programmet. En av de som fått sitt genombrott tack vare programserien är komikern Robert Gustafsson. Bland andra medverkande finns Anders Lundin, Carl-Einar Häckner, Vanna Rosenberg, Anders Linder, Roger Westberg, Johan Ulveson som Sven, Eva Funck, Marie Öhrn som Molly, Liselott Jansson som Tove, Lars Göran Persson som Lars/Larse, Thorsten Andreassen och Andreas Nilsson.
När Pontus Gustafsson tog över rollen som Björne förekom det även två nya karaktärer vid namn Mago & Lill-Bobs, två får-liknande varelser som bodde på Björnes vind utan att han visste om det efter att de lämnat sin hemplanet "Likadan" och kraschlandat på Jorden. Deras röster gjordes av Cecilia Olin och Petter Lennstrand.

## Exempel på filmer i Björnes magasin
- Babar
- Mjölktandsmössen
- Pingu
- Trasdockorna
- Höna-Pöna

## Respons
Björnes magasin blev i en omröstning i tv-programmet SVT Folktoppen korat till det näst bästa barnprogrammet genom tiderna efter Fem myror är fler än fyra elefanter.
I radioprogrammet Deluxe, som sändes i Sveriges Radio P3 2004–2008, förekom en parodi på Björnes magasin.
Jörgen Lantz satte upp ett föreställning med Björne på Maximteatern 2018.

## Utgivningar
Det gjordes två CD-skivor med Björne.
- 1994 - Björnes favoriter
- 2000 - Björnes favoriter 2

År 2003 kom Björnes magasin som datorspel.